# Ceci Dempsey
Ceci Dempsey (* 20. Jahrhundert) ist eine Filmproduzentin und führt die Produktionsfirma Scarlet Films.
Sie trat 1998 bei Kreuz und queer erstmals als Produzentin in Erscheinung. 2015 folgte The Lobster, 2018 dann The Favourite – Intrigen und Irrsinn. Für diesen war sie bei der Oscarverleihung 2019 gemeinsam mit Ed Guiney, Giorgos Lanthimos und Lee Magiday für den Oscar in der Kategorie Bester Film nominiert. Bei den British Academy Film Awards 2019 wurden sie für den Besten britischen Film ausgezeichnet. 2018 gewannen sie den British Independent Film Award, beim Europäischen Filmpreis 2019 den Preis für den Besten Film. Weitere Nominierungen und Auszeichnungen folgten.
Eine erste Drehbuchfassung zu The Favourite – Intrigen und Irrsinn hatte ihr die Drehbuchautorin Deborah Davis bereits 1998 vorgelegt. Dempsey nahm sich der Sache zunächst nicht an, aber eine weitere Fassung aus dem Jahr 2002/2003 führte zu weiteren Produktionsschritten. Bis zu den tatsächlichen Dreharbeiten und  dem endgültigen Produktionsbeginn verging dann mehr als eine Dekade.